# طیف‌سنجی کاربردی
طیف‌سنجی کاربردی، روش‌های مختلف طیف‌سنجی برای شناسایی عناصر یا ترکیبات مختلف و برای یافت راه حل‌هایی در زمینه‌هایی مانند پزشکی قانونی، پزشکی، صنعت نفت، شیمی اتمسفر و فارماکولوژی است.

## روش‌های طیف‌سنجی
یک روش طیف‌سنجی مرسوم برای تجزیه و تحلیل، طیف‌سنجی فروسرخ تبدیل فوریه (FTIR) است، که در آن پیوندهای شیمیایی را می‌توان از طریق فرکانس‌ها یا طول موج‌های جذب فروسرخ مشخصه آنها شناسایی کرد. این خصوصیات جذب، تحلیلگرهای فروسرخ را به ابزاری ارزشمند در علوم زمین، علوم محیطی و علوم جوی تبدیل می‌کند. به عنوان مثال، بررسی گاز اتمسفر با توسعه تحلیلگرهای گاز تجاری موجود که بین دی‌اکسید کربن، متان، مونوکسید کربن، اکسیژن و اکسید نیتریک تمایز قائل می‌شوند، تسهیل شده‌است.
طیف‌سنجی فرابنفش (UV) در مواردی استفاده می‌شود که جذب قوی اشعه ماوراء بنفش در مواد رخ می‌دهد. این گروه‌ها به نام کروموفورها شناخته می‌شوند و شامل گروه‌های آروماتیک، سیستم پیوندهای مزدوج، گروه‌های کربونیل و… می‌شوند. طیف‌سنجی رزونانس مغناطیسی هسته‌ای اتم‌های هیدروژن را در محیط‌های خاص شناسایی می‌کند و همچنین طیف‌بینی فروسرخ (IR) و هم طیف‌سنجی UV را کامل می‌کند. استفاده از طیف‌سنجی رامان برای مصارف تخصصی‌تر در حال توسعه و رشد است.
همچنین روش‌های برگرفته از طیف‌سنجی مانند میکروسکوپ مادون قرمز وجود دارد که امکان تجزیه و تحلیل مناطق بسیار کوچک را در میکروسکوپ نوری فراهم می‌سازد.
یکی از روش‌های آنالیز عنصری که در آنالیز پزشکی قانونی اهمیت دارد، طیف‌سنجی پرتو ایکس پراکنده انرژی (EDX) است که در میکروسکوپ الکترونی روبشی محیطی (ESEM) مورد استفاده قرار می‌گیرد. این روش تجزیه و تحلیل پرتوهای ایکس پس-پراکنده از نمونه که نتیجه برهمکنش با پرتو الکترونی است را شامل می‌شود. EDX خودکار اکثراً در گستره وسیعی از روش‌های کانی‌شناسی خودکار برای تشخیص، شناسایی و نقشه‌برداری بافت‌ها استفاده می‌شود.

## آماده‌سازی نمونه
در هر سه راه طیف‌سنجی، نمونه معمولاً باید در محلول موجود باشد، که امکان دارد مشکلاتی را طی معاینه پزشکی قانونی به وجود بیاورد، زیرا لزوماً معاینه پزشکی قانونی شامل نمونه‌برداری جامد از جسم مورد بررسی است.
در طیف‌سنجی تبدیل فوریه فروسرخ، سه نوع نمونه قابل تجزیه و تحلیل وجود دارد: محلول (KBr)، پودر یا فیلم عکاسی. یک فیلم جامد ساده‌ترین و مستقیم‌ترین نوع نمونه برای آزمایش است.

## تجزیه و تحلیل پلیمرها
بسیاری از سازوکارهای تخریب پلیمر می‌توانند با استفاده از روش‌های طیف‌سنجی فروسرخ از جمله تخریب و اکسیداسیون فرابنفش درمیان دیگر روش‌های تخریب استفاده شوند.
تخریب به وسیله اشعه ماوراء بنفش

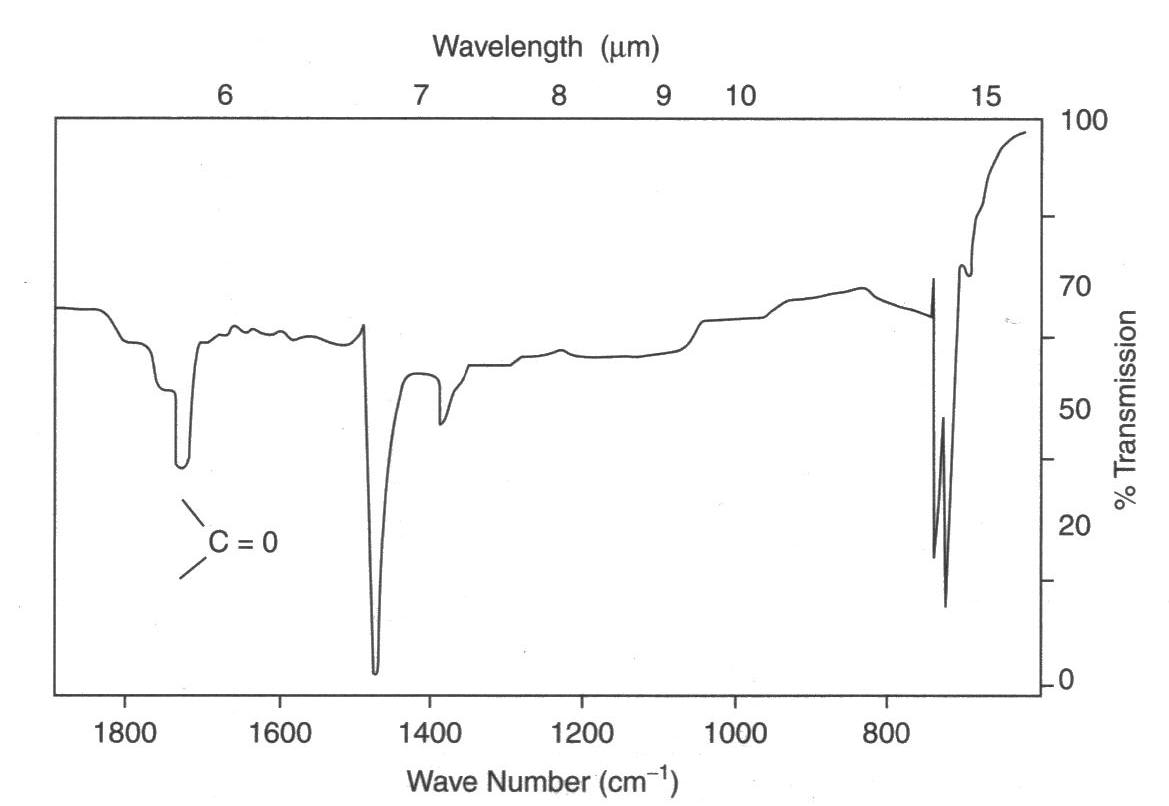
طیف IR، جذب کربونیل را به دلیل تخریب UV پلی اتیلن نشان می‌دهد

در بسیاری از پلیمرها نقاط آسیب‌پذیر ساختار زنجیره‌ای توسط اشعه UV مورد حمله واقع می‌شوند. در نتیجه، پلی پروپیلن در مواجه نور خورشید دچار ترک خوردگی شدید می‌شود مگر اینکه آنتی‌اکسیدان‌ها به آن افزوده شوند. نقطه حمله در اتم کربن ثالث موجود در هر واحد تکرارشونده رخ می‌دهد و موجب اکسیداسیون و در نهایت شکستن زنجیره می‌شود. پلی اتیلن نیز مستعد تخریب به وسیله اشعه ماوراء بنفش است، به ویژه انواعی از آن که پلیمرهای شاخه دار هستند مانند پلی اتیلن با چگالی کم. تخریب پلیمر از نقاط انشعاب اتم‌های کربن سوم آغاز می‌شود و منجر به شکاف زنجیره و شکنندگی آن می‌شود. در مثال نشان داده شده، گروه‌های کربونیل به آسانی توسط طیف‌سنجی فروسرخ از یک لایه نازک ریخته‌گری شناسایی شدند. این محصول یک مخروط جاده‌ای بود که در حین کار ترک خورده بود و بسیاری از مخروط‌های مشابه نیز به دلیل عدم استفاده از افزودنی ضد اشعه ماوراء بنفش دچار شکست شده‌اند.
اکسیداسیون

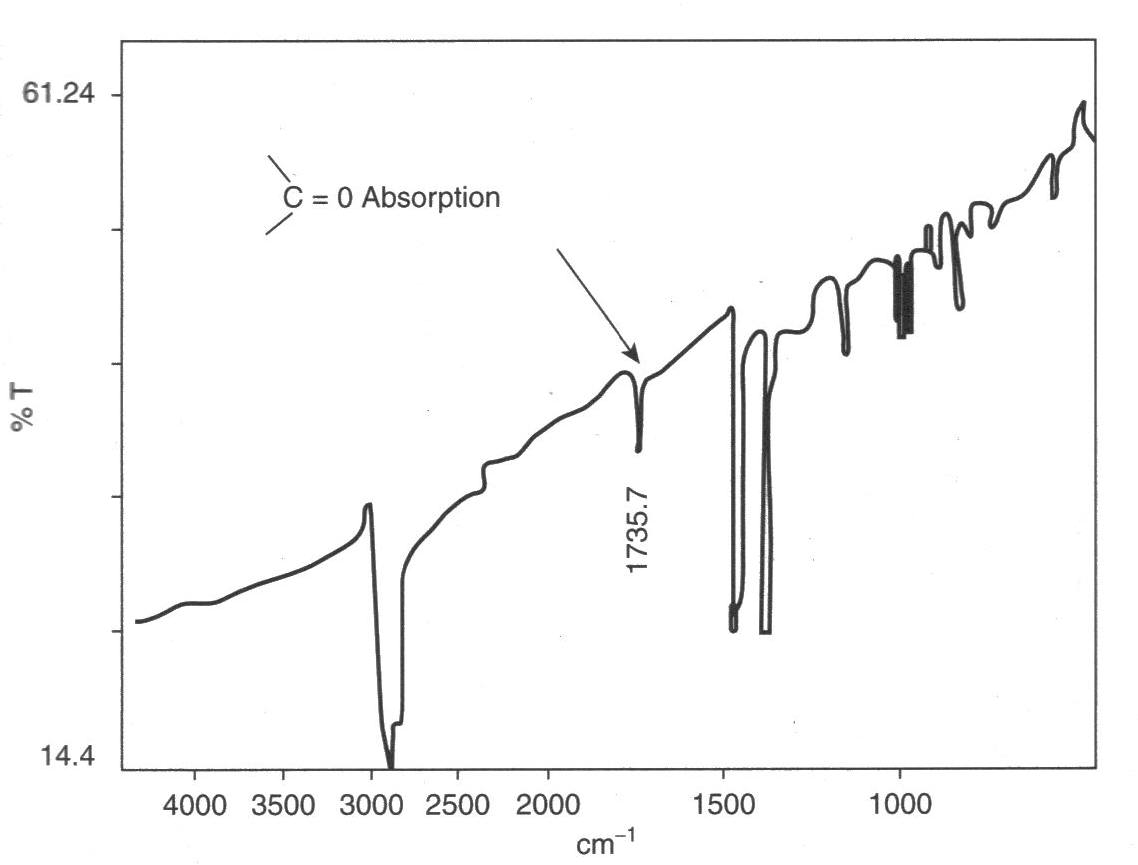
طیف IR نشان دهنده جذب کربونیل به دلیل تخریب اکسیداتیو برای قالب‌گیری قطعه چوب زیر بغل از جنس پلی پروپیلن

پلیمرها مستعد حمله اکسیژن موجود در اتمسفر هستند، به خصوص در دماهای بالا که طی پرداخت برای شکل‌دادن با آن روبه‌رو می‌شوند. بسیاری از روش‌های فرآیندی مانند اکستروژن و قالب‌گیری تزریقی شامل پمپاژ پلیمر مذاب به ابزار و قالب هستند و دماهای بالای مورد نیاز برای ذوب امکان دارد باعث اکسیداسیون شوند، مگر اینکه اقدامات احتیاطی صورت گیرد. در یک نمونه، عصای زیر بازو به‌طور ناگهانی شکست و کاربر در اثر سقوط شدیداِ صدمه دید. عصا روی یک درج پلی پروپیلن در لوله آلومینیومی دستگاه شکسته بود و طیف‌سنجی فروسرخ از مواد نشان داد که احتمالاً در نتیجه قالب‌گیری ضعیف، اکسید شده‌است.
تشخیص اکسیداسیون معمولاً به دلیل جذب قوی توسط گروه کربونیل در طیف پلی اولفین‌ها نسبتاً آسان است. پلی پروپیلن گستره به نسبت آسانی دارد، با قله‌های کمی در موقعیت کربونیل (مثل پلی اتیلن). اکسیداسیون مایل است از اتم‌های کربن سوم آغاز شود، زیرا رادیکال‌های آزاد در این مکان دارای پایداری بیشتری هستند، درنتیجه بیشتر دوام می‌آورند و توسط اکسیژن مورد حمله قرار می‌گیرند. گروه کربونیل را می‌توان بیشتر اکسید کرد تا زنجیره شکسته شود، بنابراین مواد با کاهش وزن مولکولی تضعیف می‌شوند و ترک‌ها در مناطق صدمه دیده شروع به رشد می‌کنند.
ازونولیز

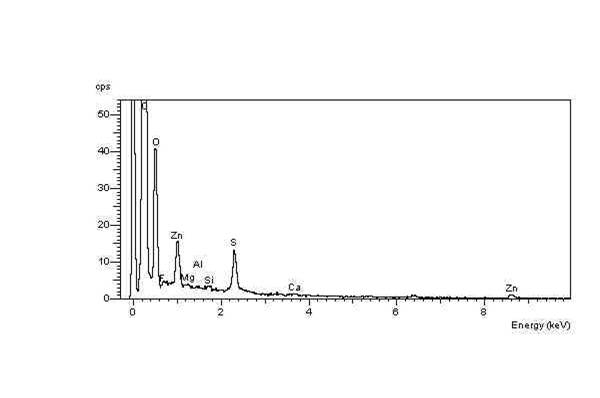
طیف EDX سطح ترک

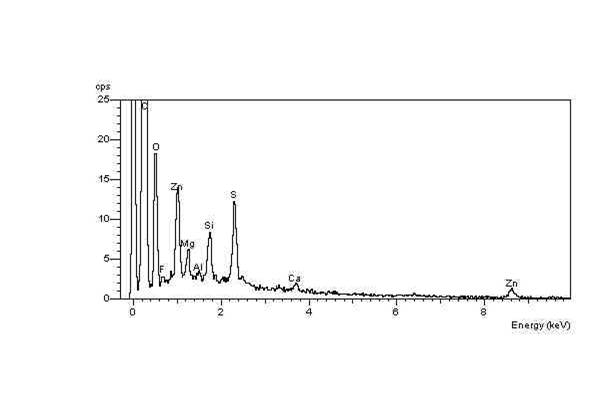
طیف EDX سطح لاستیکی بی پیرایه

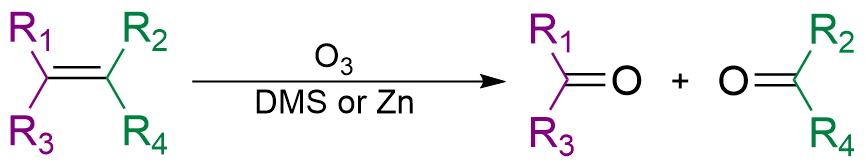
واکنش ازونولیز

واکنشی بین پیوندهای دوگانه و ازن اتفاق می‌افتد، که این واکنش زمانی روی می‌دهد که واکنش یک مولکول گاز با پیوند دوگانه انجام می‌شود. این واکنش به عنوان اوزونولیز شناخته می‌شود:
نتیجه فوری حاصل شده تشکیل یک اوزونید است که سپس به سرعت تجزیه می‌شود به شکلی که پیوند دوگانه جدا می‌شود. این یک مرحله حیاتی در شکستن زنجیره در هنگام حمله به پلیمرها است. استحکام و مقاومت پلیمرها به وزن مولکولی زنجیره یا درجه پلیمریزاسیون وابسته است: هر چه طول زنجیر بیشتر باشد استحکام مکانیکی بیشتر است (مثل استحکام کششی). با شکستن زنجیر، وزن مولکولی به سرعت کاهش می‌یابد و در زمان خاصی که استحکام کمی دارد، ترک ایجاد می‌شود. حمله بیشتر در سطوح ترک تازه و در معرض دید اتفاق می‌افتد و ترک پیوسته رشد می‌کند تا زمانی که یک مدار کامل شود و محصول جدا شود یا شکسته شود. در مورد آب‌بندی یا لوله‌ها، تخریب زمانی صورت می‌گیرد که دیواره مورد نفوذ قرارگیرد.
گروه‌های در انتهای کربونیل که شکل می‌گیرند عموماً آلدئیدها یا کتون‌ها هستند که قادرند بیشتر به کربوکسیلیک اکسید تبدیل شوند. نتیجه خالص این فرایند غلظت بالای اکسیژن عنصری بر روی سطوح ترک است که با استفاده از EDX در ESEM قابل شناسایی است. برای نمونه، دو طیف EDX در طی یک تحقیق در مورد ترک خوردگی ازن مهر و موم دیافراگم در یک کارخانه ساخت نیمه رسانا به دست آمد. طیف EDX سطح ترک، اوج اکسیژن بالا را در مقایسه با پیک گوگرد ثابت نشان می‌داد. در مقابل، طیف EDX طیف سطحی الاستومری بدون تأثیر در مقایسه با پیک گوگرد، یک پیک به نسبت دارای اکسیژن کم را ارائه می‌داد.